# 荒木美和
荒木 美和（あらき みわ、1979年6月23日 - ）は、NHKの職員で元アナウンサー。

## 人物
早稲田大学人間科学部基礎科学科（薬理学専攻）卒業後、2003年、さいたま局で契約キャスターとしてリポーターを務め、その後正職員採用試験を受け合格、翌2004年、アナウンサーとして正式入局。
趣味は登山とボディボード、神社仏閣巡り、洋楽ロックの鑑賞。登山に関しては、小さい頃から父親に連れられて中央アルプスや南アルプスなどのほか、欧州のアルプス山脈にも登っている。子供の頃、イギリスに住んでいたことがある。
新潟局在籍時に闘牛を取材したことがきっかけで、牛を飼っている。
2016年、アナウンサーからラジオディレクター兼「NHKジャーナル」リポーターに異動し、同時期に外国人男性と結婚した。
2018年、BBCでのインターンを含む海外派遣で、ネットと既存メディアの融合を調査テーマにイギリス・アメリカへ渡航。
2021年より本局国際局国際企画部の所属で展開プロモーション担当を務めており、2021年の「ACC TOKYO CREATIVITY AWARDS」のラジオ&オーディオ広告部門の審査委員を務めている。

## 過去の担当番組
- 金よう夜 きらっと新潟
- 着信御礼!ケータイ大喜利（“月刊化”する前に一度担当。また2007年5月には東京で行われた番組のイベントで進行役）
- 生活ほっとモーニング（2006年8月17日）
- こんにちは!80ちゃんです
- 恋うた2007 Autumn & Winter（2007年11月16日、京都から進行・中継）
- 第58回NHK紅白歌合戦（2007年12月31日、長岡市旧山古志村から俳優の船越栄一郎とともに平原綾香の応援で生中継を担当）
- ニュースウオッチ9（リポーター）
- ちょっと変だぞ 日本の自然 ～気がつけば様変わり 大激変SP～（2009年8月19日／リポーター）
- こんにちはいっと6けん（2009年8月27日／石井麻由子不在時の代役）
- 小さな旅（2008年2月17日・2009年9月6日・2010年9月4日／旅人）
- ゆうどきネットワーク リポーター（2009年4月 - 、不定期）
- 新トーキョー人の選択 MC（毎月1回放送、 - 2010年3月）
- BSベストスポーツ MC（ - 2010年3月）
- 2010 FIFAワールドカップ・南アフリカ大会　鳥海貴樹と共にスタジオ進行（2010年6月23日ほか）
- NHKジャーナル（2010年9月6日 - 8日、中野由貴の代理）
- イキだね!わたしの東京時間　総合（関東甲信越ローカル）（2010年4月 - 9月24日、MC）
- あさイチ（2010年11月2日、リポーター）
- テストの花道（ - 2011年3月、MC）
- Shibuya Deep A（2010年4月2日 - 2011年3月4日）

大阪放送局時代
- 2011年3月の東北地方太平洋沖地震では、盛岡放送局に応援で派遣され、災害情報を中心にローカルニュースを担当した。
- あほやねん!すきやねん!（2011年4月 - 2013年3月）

※2012年度のスタジオ進行は月・木・金の3日間。火・水はナレーションのみ担当。
- ミュージック・ポートレイト 特別編「長谷部誠　Kickoff Special」（2012年4月6日、ナレーション）

奈良放送局時代
- 第44回 NHK上方漫才コンテスト　進行・司会アシスタント（2014年3月14日）
- 先人たちの底力 知恵泉（2014年10月21日）知恵泉紀行に出演
- ならナビ（キャスター代行など）
- なら845、中継、リポート
- 上方演芸会（2013年より。大阪局制作。近畿以外での公演も担当することがある）

ラジオセンター時代
- NHKジャーナル（2016年9月26日 - 30日、奥村奈津美の代理）

## 同期の女性アナウンサー
- 井上あさひ（鳥取→広島→東京アナウンス室→京都→東京アナウンス室）
- 鈴木奈穂子（高松→松山→東京アナウンス室） ※全国区デビューは一番乗り
- 廣瀬智美（鹿児島→大阪→東京アナウンス室）
- 松村正代（盛岡→札幌→東京アナウンス室→長野→退職）
- 守本奈実（大分→福岡→東京アナウンス室）
- 全ての女性アナウンサーは、地上デジタル放送推進大使を務めた。太字は務めた地域。